# Fim dos tempos
O fim dos tempos (também chamado tempo do fim, fim dos tempos e últimos dias) é um período futuro descrito variadamente nas escatologias de várias religiões do mundo (tanto abraâmicas quanto não-abraâmicas), que ensinam que  os eventos do mundo alcançarão um clímax final.
As fés abraâmicas mantêm uma cosmologia linear, com os cenários do tempo do fim a conter temas de transformação e redenção. 
No judaísmo, o termo «fim dos tempos» faz referência à Era Messiânica e inclui um ajuntamento dos judeus exilados na diáspora, a vinda do Messias, a ressurreição dos justos e o mundo vindouro.
Dentro dessa crença, o cristianismo retrata o tempo do fim como um período de tribulação que precede a segunda vinda de Cristo, que enfrentará o anticristo com sua estrutura de poder e proclamará o Reino de Deus.
No Islão, o Dia do Julgamento é precedido pelo aparecimento de al-Masih al-Dajjal e seguido pela descida de Issa (Jesus). Issa triunfará sobre o falso messias, ou o anticristo, que levará à sequência dos eventos que acabará com o sol a nascer do oeste e o começo do Qiyamah (Dia do Juízo).
Fés não-abraâmicas tendem a ter visões de mundo mais cíclicas, com as escatologias do fim do tempo caracterizadas por decaimento, redenção e renascimento. No hinduísmo, o tempo do fim ocorre quando Kalki, a encarnação final de Vishnu, desce montado num cavalo branco e traz um fim ao atual Kali Yuga. No budismo, o Buddha predisse que seus ensinos seriam esquecidos após 5000 anos, seguidos por tumulto. Um bodhisattva chamado Maitreya aparecerá e redescobrirá o ensinamento de dharma. A destruição derradeira do mundo virá então através de sete sóis.
Desde o desenvolvimento do conceito de tempo profundo no século 18 e do cálculo da idade estimada da Terra, discurso científico sobre o fim dos tempos centrou-se no derradeiro destino do Universo. Teorias incluíram o Big Rip, Big Crunch, Big Bounce, e Big Freeze (morte térmica).